# Kazimierz Żero
Kazimierz Żero (ur. w 1883 w Twarogach Lackich – zm. ?) – poseł na Sejm Ustawodawczy (1919–1922) z okręgu 34 Bielsk, wybrany z listy Związku Sejmowego Ludowo-Narodowego, od września 1919 członek Zjednoczenia Mieszczańskiego, rolnik.